# Дистаннид ниобия
Дистаннид ниобия — бинарное интерметаллическое неорганическое соединение
ниобия и олова
с формулой NbSn2,
кристаллы.

## Получение
- Сплавление стехиометрических количеств чистых веществ:

{\displaystyle {\mathsf {Nb+2Sn\ {\xrightarrow {845^{o}C}}\ Nb_{3}Sn}}}

## Физические свойства
Дистаннид ниобия образует кристаллы
ромбической сингонии,
пространственная группа F ddd,
параметры ячейки a = 0,9874 нм, b = 0,5626 нм, c = 1,9116 нм, Z = 16,
структура типа димагниймеди CuMg2
.
Соединение образуется по перитектической реакции при температуре 845°С .
При температуре 2,68 К переходит в сверхпроводящее состояние
.